# Künstlerhaus
Le Künstlerhaus de Vienne (1er arrondissement) est le siège de l’association Künstlerhaus depuis 1868. Il se trouve dans la zone de la Ringstrasse entre l’Akademiestraße, la Bösendorferstraße et la place du Musikverein.
Le bâtiment a été construit entre 1865 et 1868 et sert depuis de maison d’exposition et de lieu de spectacles. Depuis 2015, le propriétaire majoritaire est la fondation privée familiale Haselsteiner, le propriétaire minoritaire est l’association « Künstlerhaus, Gesellschaft bildender Künstlerinnen und Künstler Österreichs », la plus ancienne association d’artistes encore existante en Autriche. Depuis 1949, l’aile gauche (ouest) du Künstlerhaus abrite un cinéma. En septembre 2013, le Stadtkino (cinéma de ville) y a déménagé et est depuis utilisé en tant que « Stadtkino im Künstlerhaus ». Dans l’aile droite, un théâtre a été installé en 1974, dans lequel le « brut Wien » a occupé à la fin les locaux (jusqu’en 2017).
La rénovation générale du Künstlerhaus a eu lieu de l’automne 2016 au printemps 2020. L’ancienne usine textile Altmann à Vienne-Margareten (Stolberggasse 26) a servi de quartier temporaire. La réouverture a eu lieu le 6 mars 2020. Alors que l’association Künstlerhaus présente désormais son programme au premier étage du bâtiment, l’Albertina moderne, nouvellement installée, a ouvert ses portes au rez-de-chaussée et au sous-sol le 27 mai 2020. Ainsi, le Künstlerhaus abrite deux institutions d’exposition indépendantes l’une de l’autre.

## L'Association Künstlerhaus
Dans le faubourg de Laimgrube, intégré à Vienne en 1850 en tant que partie du nouveau district de Mariahilf, l'auberge « Zum blauen Strauß » accueille à partir de 1846 une salle de banquet néo-gothique (aujourd'hui disparue) créée par l'architecte Leopold Ernst en dépit d'énormes dépassements de coûts. Cette salle était le lieu de réunion du Verein junger Künstler und Akademiker (Association des jeunes artistes et académiciens), fondé en 1851 et rebaptisé plus tard Verein Albrecht Dürer.
En 1861, les associations d'artistes Eintracht et Albrecht-Dürer-Verein s'unissent sous le nom de Genossenschaft der bildenden Künstlers Wien (Coopérative des artistes visuels de Vienne) pour former ce qui était alors l'organe représentatif des peintres, sculpteurs et architectes viennois. En 1868, le nouveau bâtiment est occupé. En mars 1872, s'y déroule l'une des plus importantes ventes d'œuvres d'art du siècle, celle de la collection de Jakob Gsell.
La XXVe exposition annuelle y est inaugurée le 24 mars 1897. Peu après, 20 artistes progressistes (parmi lesquels Gustav Klimt, Koloman Moser, Josef Hoffmann et Joseph Maria Olbrich) se séparent de la coopérative Künstlerhaus et fondent la Sécession viennoise. Le Künstlerhaus perd ainsi sa fonction de représentation autorisée des intérêts de tous les artistes viennois de l'époque.
Depuis 1972, l'association est également ouverte aux représentants des arts appliqués. En 1976, tout en conservant sa forme juridique de coopérative, elle est rebaptisée Gesellschaft bildender Künstler Österreichs, Künstlerhaus. Depuis 1983, les artistes du cinéma et de l'audiovisuel sont également membres. Le Künstlerhaus-Ges. m. b. H., fondé en 1985, organise également des expositions pour d'autres musées et institutions. Depuis juin 2019, une femme, la présidente Tanja Prušnik, est pour la première fois à la tête de l’association.

## Histoire de l'architecture
Après la décision prise fin 1857 par l’empereur François-Joseph Ier de faire démolir les remparts de la ville, la Ringstrasse de Vienne fut planifiée et construite comme boulevard représentatif et inaugurée par l’empereur en 1865, l’année du début de la construction du Künstlerhaus. Le fonds d’expansion urbaine, créé auprès du ministère de l’Intérieur, avait pour mission de valoriser l’ancien site militaire et vendit la plupart des terrains à des investisseurs privés. Les institutions culturelles, auxquelles le fonds mettait gratuitement des terrains à disposition, devaient contribuer à l’attractivité de la nouvelle zone du périphérique. Parmi ces institutions figuraient le Künstlerhaus et le Musikverein, qui ont reçu des terrains en face de la Karlskirche, sur les rives de la rivière Vienne qui coulait encore à ciel ouvert à l’époque.
L’architecte du Künstlerhaus était August Weber (1836-1903), qui avait construit en 1863/64 le « Gartenbaugebäude » (« bâtiment d’horticulture ») sur le Parkring. Il s’est inspiré du style de villa Renaissance italienne de Jacopo Sansovino. L’entreprise viennoise Anton Wasserburger réalisa tous les travaux de taille de pierre, utilisant en priorité la pierre de St. Margarethen et de Wöllersdorf ainsi que la pierre du Kaisersteinbruch. L’empereur François-Joseph Ier posa la clef de voûte.
La maison inaugurée le 1er septembre 1868 - presque neuf mois avant l’opéra royal et impérial (Opéra de Vienne) tout proche et 16 mois avant le Musikverein voisin - a reçu en 1882 une extension plus importante, à savoir les deux ailes latérales, qui ont accueilli plus tard un cinéma en 1949 à gauche et un théâtre en 1974 à droite ; la même année, la « première exposition internationale d’art dans le Künstlerhaus » a été organisée. En 1888, le jardin intérieur fut couvert.
Au cours de la dernière décennie du 19e siècle, les travaux de construction du chemin de fer urbain de Vienne et du recouvrement partiel de la rivière Vienne commencèrent. Depuis 1899, la station de chemin de fer métropolitain (depuis 1980, exclusivement une station de métro), conçue par Otto Wagner et située juste à côté du Künstlerhaus, est en service. En 1899/1900, le recouvrement de la rivière Vienne fut également achevé, de sorte que l’avant du Künstlerhaus ne se trouvait plus sur une rive de la rivière, mais au bord du nouveau et grand Karlsplatz, nommé en 1899.
D’autres transformations ont été effectuées en 1887 par Julius Deininger (réaménagement intérieur, déplacement de l’entrée sur la façade sud), en 1911 par Wilhelm Jelinek, en 1913 par Siegfried Theiss et Hans Jaksch. En 1956/57, le Stiftersaal (la salle des fondateurs) a fait l’objet d’une modernisation massive. En 2001-2003, la place donnant sur le Musikverein a été réaménagée; les salles souterraines donnant sur le Karlsplatz datent de cette époque.
De 2016 à 2019 a eu lieu la rénovation actuelle qui, outre une restauration sous la surveillance de l’Inspection nationale des monuments historiques, comprenait une modernisation technique et un agrandissement de la surface d’exposition.